# 225238 Hristobotev
225238 Hristobotev este un asteroid din centura principală de asteroizi.

## Descriere
225238 Hristobotev este un asteroid din centura principală de asteroizi. A fost descoperit pe 17 august 2009 la Zvezdno Obshtestvo de F. Fratev. Asteroidul prezintă o orbită caracterizată de o semiaxă mare de 2,40 ua, o excentricitate de 0,20 și o înclinație de 1,0° în raport cu ecliptica.